# Tapinoma amazone
Tapinoma amazone é uma espécie de formiga do gênero Tapinoma.